# Livarot (fromage)
Pour la commune, voir Livarot.
Le livarot est un fromage à pâte molle à croûte lavée fabriqué en France en Normandie dans le pays d'Auge. Il bénéficie d'une AOC depuis 1975 et d'une AOP depuis 1996.  
Sa meilleure période de consommation s'étend de mai à septembre.

## Historique
Dès le XVIIe siècle, le pays d'Auge est marqué par un élevage bovin mixte : les races locales, ancêtres de la normande, produisent du lait, écrémé pour la production de beurre, et une viande de qualité. Le fromage est un sous-produit de la fabrication du beurre. La création de la race normande au cours du XIXe siècle est le résultat d'une sélection d'animaux visant à maintenir cette mixité. Le développement d'un marché de la viande, permettant un débouché pour les mâles et animaux de réforme, favorise la production fromagère.
Avec l'avènement du chemin de fer après 1850, la production augmente, le transport rapide vers les grandes villes, dont Paris, permettant de préserver les qualités de fromages relativement fragiles. Durant le XIXe siècle et jusqu'au années 1950, la fabrication évolue peu, partagée entre la traite jusqu'au moulage fait à la ferme et le séchage et affinage chez un professionnel revendeur.
En 1877, 4,5 millions de livarots sont commercialisés contre deux millions de camemberts. Au tournant du XXe siècle, la situation s'est inversée : le camembert est à la mode, moins fort, plus gras, et nombre de producteurs de fromages frais destinés à devenir des livarots préfèrent vendre leur lait aux producteurs de camembert.
Le livarot est passé de mode au sortir de la Seconde Guerre mondiale. Quelques producteurs décident d'augmenter progressivement la teneur de matière grasse de 15 jusqu'à 40 %. Le goût et les arômes évoluent ainsi d'un fromage maigre, affiné et puissant, à un produit plus jeune, tendre et crémeux. L'érosion de la production se poursuit toutefois jusqu'aux années 1970. La reconnaissance en AOC permet une reprise commerciale et la production passe de 500 à 1 310 tonnes entre 1975 et les années 2000.

## Terroir

### Aire géographique
La zone géographique s'étend sur le pays d'Auge, délimité à des communes des départements du Calvados, de l'Eure et de l'Orne.
Le pays d'Auge est constitué de sols argileux. Ce terrain, couplé une pluviométrie régulière et à des étés frais et hiver doux, favorise une bonne pousse de l'herbe.

### Élevage bovin

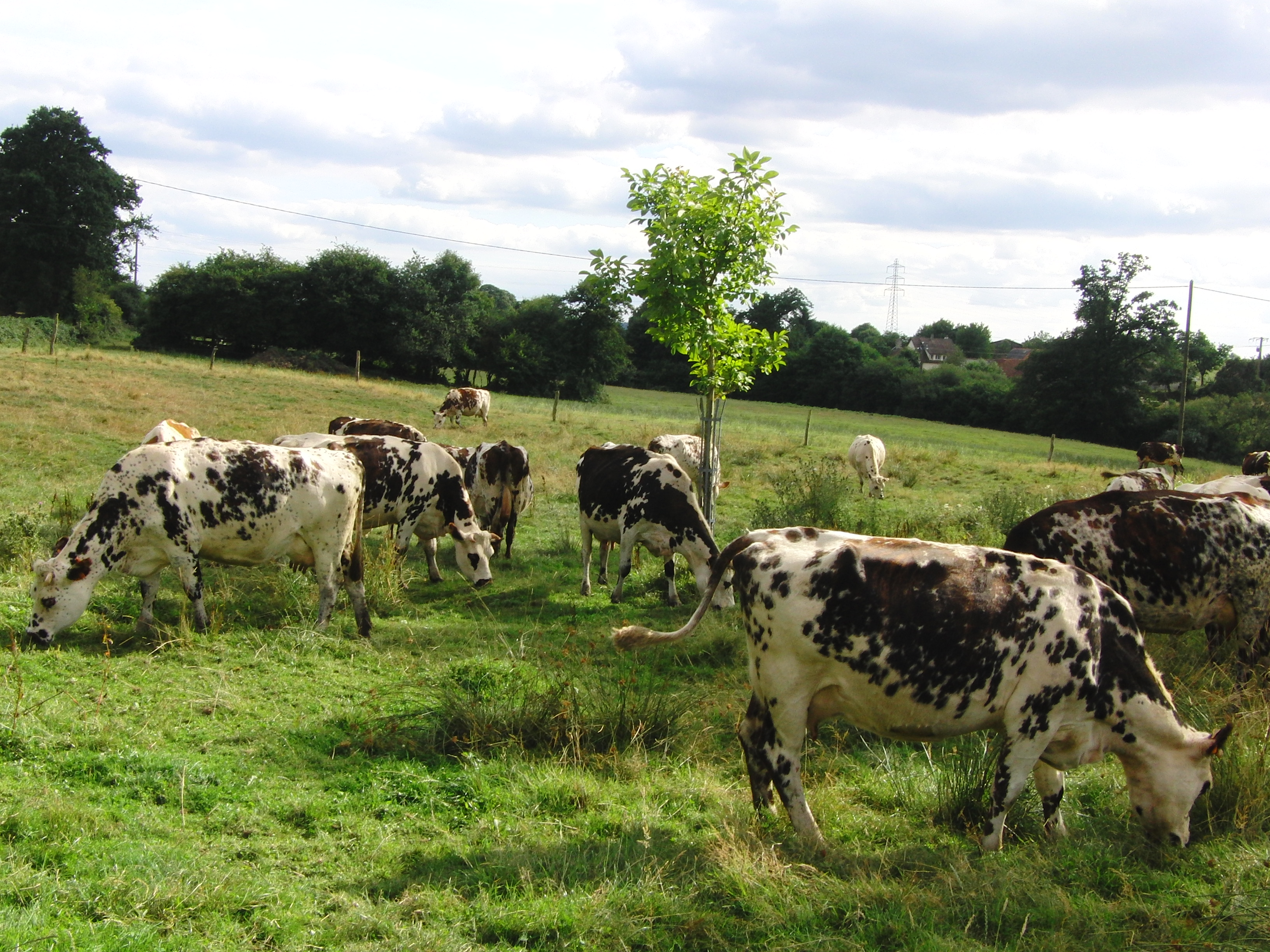
Troupeau de vaches normandes dans l'Orne.

Depuis le 1er mai 2017, la production de lait provient exclusivement d'animaux de race normande. C'est une race mixte proposant une bonne production laitière, 6 176 kg par lactation en moyenne, mais surtout des taux de protéines (3,54 %) et de matière grasse (4,34 %) bien proportionnés pour la production fromagère.
Avant 2017, une tolérance existait envers les autres races laitières, à condition que le producteur ait déclaré un plan d'évolution génétique du troupeau. L'achat de génisses ou vaches de race normande ou un croisement d'absorption devait être mis en place.
Les vaches laitières doivent se pâturer au moins six mois de l'année et une surface fourragère suffisante doit se trouver à proximité du siège de l'exploitation. Les surfaces destinées à d'autres production doivent être distinguées. Le cahier des charges liste avec précision les aliments autorisés pour l'alimentation des vaches : herbe, foin, maïs, betteraves, céréales, vitamines…

## Élaboration

### Fabrication
La collecte du lait doit se faire au maximum tous les deux jours, regroupant le lait de quatre traites. Son taux de matière grasse doit être compris entre 26 et 30 grammes par litre. À son arrivée en fromagerie, il peut être thermisé par chauffage entre 45 et 72 °C, ou pasteurisé par chauffage au-delà de 72 °C. Les seuls additifs autorisés sont la présure, nécessaire à la coagulation, le sel, les ferments lactiques (bactéries, levures et moisissures) et le chlorure de calcium.
Le cahier des charges impose une taille des bassines d'emprésurage à 320 litres maximum. La quantité de présure est limitée à 33 cm3 par hectolitre de lait réchauffé entre 32 et 38 °C. Une fois coagulé, le caillé est découpé en grains de moins de 2 cm et brassés avant mise en moule percé pour l'égouttage. La durée de ces opérations ne doit pas excéder une heure trente. L'égouttage dure 24 heures et la température est progressivement descendue de 32 à 18 °C. Le fromage frais est alors salé au sel sec ou trempé en saumure. Selon les recettes, il peut ressuyer 48 heures de plus et être ensemencé en ferments. Le stockage de caillé sous forme congelée, pour répartir la production sur l'année, est interdit.

### Affinage
L'affinage des livarots se fait en hâloir, à une température entre 10 et 14 °C. Ils doivent être lavés au moins trois fois et peuvent être brossés. Le lavage se fait avec une eau salée, éventuellement additionnée de ferments lactiques et de rocou. Ils sont également cerclés pour en maintenir la forme. Pour les plus gros fromages, le cahier des charges impose d'utiliser des lanières végétales issues d'espèces des familles cyperaceae et typhaceae. Cette opération dure au moins 21 jours pour les petits livarots et au moins 35 jours pour les plus grands. Elle doit obligatoirement avoir lieu à l'air libre. Après passage en hâloir, les fromages peuvent ensuite être conservés après conditionnement dans un local entre 6 et 9 °C.

### Étiquetage

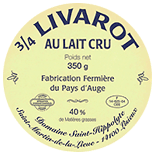
Modèle d'une étiquette.

Les fromages doivent être étiquetés individuellement. La mention « Appellation d'origine protégée » et le logo européen sont obligatoires. La mention de la taille du fromage doit aussi figurer. Il existe les formats petit, 3/4, 4/4 et grand livarot.

## Aspect réglementaire
Les opérateurs de la filière, éleveurs, fabricants et affineurs, doivent faire une déclaration d'identification au syndicat interprofessionnel de défense et de contrôle du Livarot avant de commencer à produire. Ils doivent ensuite tenir à disposition des agents de contrôle tous les éléments nécessaires à prouver le respect du cahier des charges. Les éleveurs doivent présenter un registre génétique racial des vaches, la comptabilité matière des approvisionnements en fourrage, le parcellaire des surfaces destinées à la production laitière et les dates de mise au pâturage. Les transformateurs doivent présenter un plan de collecte du lait avec la liste des producteurs, le volume de lait apporté quotidiennement, les résultats des analyses effectuées, la mise en fabrication, le nombre de fromages élaborés ou les dates de mise en affinage et de vente.
Outre l'obligation de tenue de ces documents, une déclaration annuelle est présentée au syndicat interprofessionnel de défense et de contrôle du Livarot. Ce dernier présente un rapport statistique aux services de l'institut national de l'origine et de la qualité.
Des prélèvements de fromages sont effectués régulièrement en fin d'affinage pour dégustation et analyse.

## Description

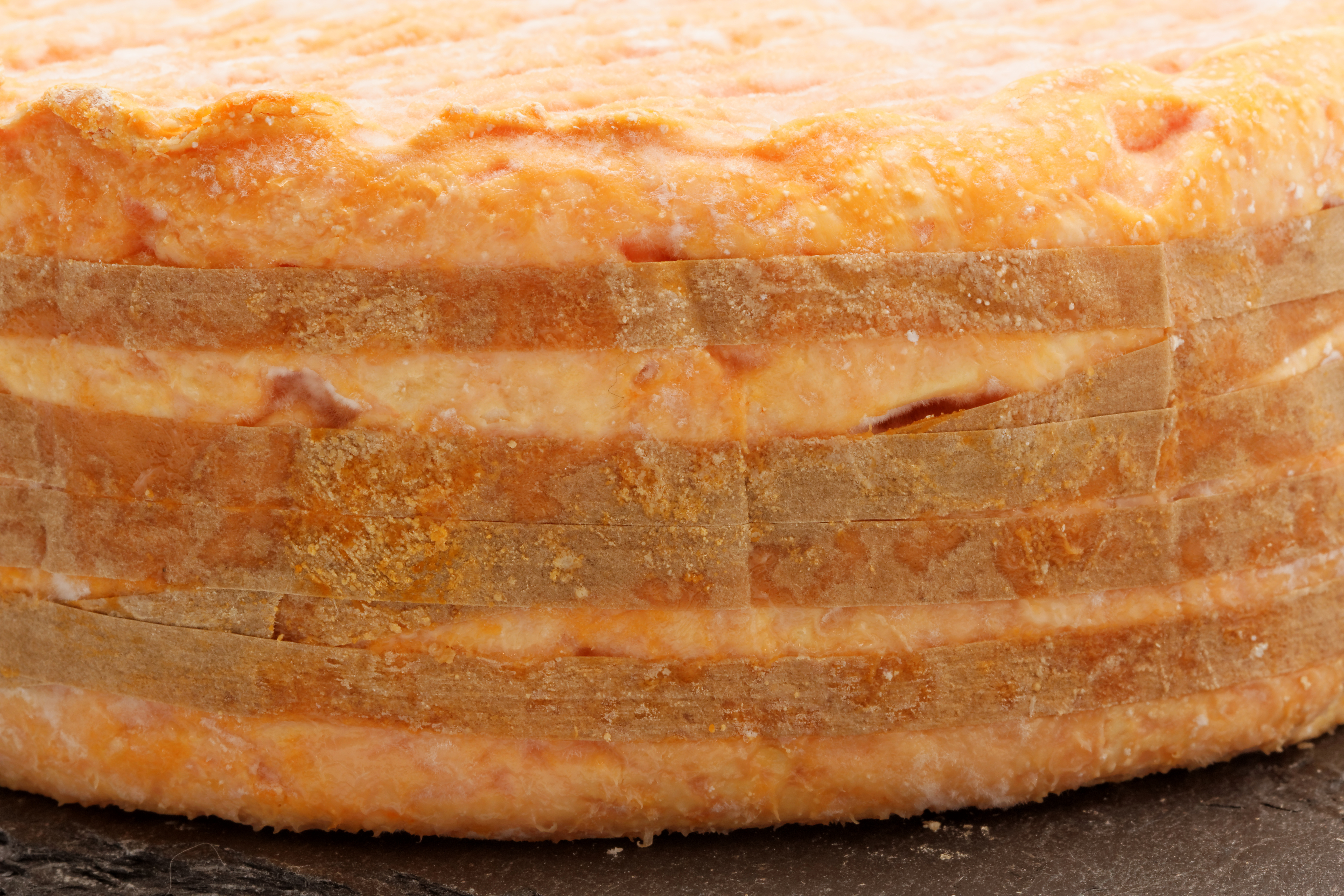
Détail d'un fromage, enséré dans les laîches.

C'est un fromage au lait de vache, à pâte molle à croûte lavée, de couleur orangée, de forme cylindrique, cerclé de trois à cinq laîches qui sont des bandelettes de tiges de massettes (Typha latifolia) séchées et découpées (des bandes de papier sont également utilisées). Ces bandes servaient à l’origine à la bonne tenue du fromage lors de l'affinage (il avait alors un taux de matière grasse moins élevé), elles sont à l'origine du surnom de « colonel » du fromage,.
La couleur orangée de sa morge, terme spécialisé de la croûte, provient soit de Brevibacterium linens, ferment du rouge, soit du rocou, le Bixa orellana L., un colorant naturel d'Amérique tropicale.
Son poids moyen est compris entre 450 g et 500 g, mais il existe également des formats différents : le trois-quarts de livarot (330 g), le demi-livarot, également appelé Petit-Lisieux (250 g), et le quart de livarot (80 g).
Sa période de dégustation optimale s'étale de mai à septembre après un affinage de six à huit semaines, mais il est aussi excellent de mars à décembre.

## Production
| Pour des raisons techniques, il est temporairement impossible d'afficher le graphique qui aurait dû être présenté ici. |

Le livarot est produit par 140 éleveurs bovins laitiers (dont un assure une production fermière des fromages) et trois industriels. La production est de 1 101 tonnes en 1998 (-12,2 % depuis 1996), dont 12 % au lait cru[réf. nécessaire].
Le décret du 30 mars 2007 qui définit l'appellation d'origine contrôlée du livarot prévoit qu'à partir du 1er janvier 2017 le livarot doit être élaboré exclusivement à partir de lait produit par des vaches de race normande et que le livarot 4/4 doit être obligatoirement ceint de laîches de roseau (Typha latifolia) récoltées dans l'aire de production, et non de laîches en papier.